# 에든버러 왕립식물원

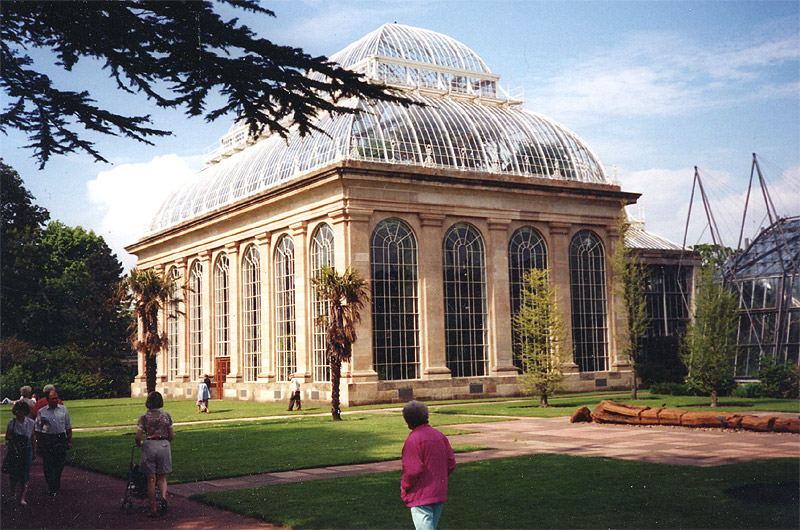
에든버러 왕립식물원

에든버러 왕립식물원(영어: Royal Botanic Garden Edinburgh, RBGE)은 스코틀랜드 에든버러의 식물원이다.